# José Antonio Escuredo Raimóndez
José Antonio Escuredo Raimóndez (Sant Gregori, Catalunya 1970) és un ciclista català, ja retirat, guanyador d'una medalla olímpica.

## Biografia
Va néixer el 19 de gener de 1970 a la ciutat de Sant Gregori, població situada al costat de la ciutat de Girona.

## Carrera esportiva
Especialista en ciclisme en pista va participar, als 26 anys, en els Jocs Olímpics d'Estiu de 1996 realitzats a Atlanta (Estats Units), on finalitzà tretzè en al prova del quilòmetre contrarellotge. En aquests jocs també participà en la prova de velocitat individual, si bé no tingué un resultat destacat. En els Jocs Olímpics d'Estiu de 2000 realitzats a Sydney (Austràlia) participà en la prova de velocitat per equips, finalitzant novè. En els Jocs Olímpics d'Estiu de 2004 realitzats a Atenes (Grècia), la seva última participació olímpica, aconseguí guanyar la medalla de plata en la prova de keirin i finalitzà setè en la prova de velocitat per equips, guanyant així un diploma olímpic.
Al llarg de la seva carrera ha guanyat quatre medalles en el Campionat del Món de ciclisme en pista, dues d'elles de plata.

## Palmarès
- 1991
  -  Medalla d'argent als Jocs Mediterranis en velocitat
  -  Medalla de bronze als Jocs Mediterranis de Kilòmetre contrarellotge
- 1992
  -  Campió d'Espanya de Velocitat
  -  Campió d'Espanya de Kilòmetre contrarellotge
- 1994
  -  Campió d'Espanya de Kilòmetre contrarellotge
- 1995
  -  Campió d'Espanya de Velocitat
  -  Campió d'Espanya de Keirin
- 1996
  -  Campió d'Espanya de Velocitat
  -  Campió d'Espanya de Kilòmetre contrarellotge
- 1997
  -  Campió d'Espanya de Velocitat
  -  Campió d'Espanya de Kilòmetre contrarellotge
  -  Campió d'Espanya en Velocitat per equips (amb Isaac Gàlvez i Gerard Bertrán)
- 1998
  -  Campió d'Espanya de Kilòmetre contrarellotge
  -  Campió d'Espanya de Keirin
- 1999
  -  Campió d'Espanya de Velocitat
  -  Campió d'Espanya en Velocitat per equips (amb Diego Ortega i Juan Manuel Sánchez)
- 2000
  -  Medalla de bronze al Campionat del món en Velocitat per equips (amb José Antonio Villanueva i Salvador Melià)
- 2001
  -  Campió d'Espanya de Kilòmetre contrarellotge
- 2002
  -  Campió d'Espanya de Kilòmetre contrarellotge
- 2003
  -  Campió d'Espanya de Keirin
- 2004
  -  Medalla de plata als Jocs Olímpics d'Atenes en Keirin
  -  Medalla de plata al Campionat del món en Velocitat per equips (amb José Antonio Villanueva i Salvador Melià)
  -  Medalla de plata al Campionat del món en Keirin
  -  Campió d'Espanya de Velocitat
  -  Campió d'Espanya de Keirin
- 2005
  -  Campió d'Espanya de Keirin
  -  Campió d'Espanya en Velocitat per equips (amb Itmar Esteban i Alfred Moreno)
- 2006
  -  al Campionat del món en Keirin
  -  Campió d'Espanya de Keirin
  -  Campió d'Espanya en Velocitat per equips (amb Itmar Esteban i Alfred Moreno)
- 2007
  -  Campió d'Espanya de Keirin
  -  Campió d'Espanya en Velocitat per equips (amb Itmar Esteban i Alfred Moreno)
- 2008
  -  Campió d'Espanya de Keirin
  -  Campió d'Espanya en Velocitat per equips (amb Itmar Esteban i Alfred Moreno)
- 2009
  -  Campió d'Espanya de Velocitat
  -  Campió d'Espanya en Velocitat per equips (amb Itmar Esteban i Alfred Moreno)
  -  Campió d'Espanya de Keirin
- 2011
  -  Campió d'Espanya de Velocitat

### Resultats a laCopa del Món
- 1997
  - 1r a Atenes, en Quilòmetre
- 2000
  - 1r a Moscou i Cali, en Velocitat per equips
- 2001
  - 1r a Pordenone, en Velocitat per equips
- 2002
  - 1r a Monterrey, en Keirin
  - 1r a Cali, en Velocitat per equips
- 2003
  - 1r a Ciutat del Cap, en Keirin
  - 1r a Moscou, en Velocitat per equips